# デイジー 〜3.11 女子高生たちの選択〜
『デイジー 〜3.11 女子高生たちの選択〜』（デイジー 3.11 じょしこうせいたちのせんたく）は、ももち麗子による日本の漫画作品。『デザート』（講談社）にて2012年12月号から2013年8月号まで連載。単行本は全2巻。
福島第一原子力発電所事故後の福島の女子高生を主人公とした作品。小説『ピエロ〜夜明け前〜』（著者：小林照弘 / 草薙だらい / 信田朋嗣）を原案にしつつ、独自の取材を基に構成している。ももちの父（故人）が福島県桑折町出身であったことも、この作品を描くきっかけになった。

## あらすじ
2011年3月11日、東北地方太平洋沖地震(東日本大震災)、そして福島第一原発事故。福島に残れば放射能の恐怖と戦わねばならず、福島を出れば裏切り者の烙印を押される。根拠のない風評被害に悩み、友情に亀裂が走る。福島の4人の女子高生を主人公に、事故後の1年間を彼女たちが何を思いどのように過ごしたのか、どんな進路を選んだのかを描く。

## 登場人物
久保 芙美（くぼ ふみ）
福島県立若葉高校3年生。成績は学年トップで、東京のT大進学を志望する。両親と小学生くらいの弟との4人暮らし。
事故後、父から山形の祖母の家へ避難することを提案されたが、父と離れる不安から福島に残ることを決めた。放射能の恐怖から1カ月近く家に引きこもっていたが、とりあえず受験に専念しようと不本意ながら登校を再開し、受験を理由に活動を自粛していたバンド「デイジー」を再開する。バンドではギターを担当する。
まゆ
福島県立若葉高校3年生。芙美のクラスメイトで親友。家は米農家。おしゃれが大好きで、卒業後は109で働くことを夢見ていた。感情の起伏が激しく、芙美から「瞬間湯沸かし器」と呼ばれる。予備検査で放射性セシウムが検出されなかったにもかかわらず、顧客から「この時期に福島で米を売るのは殺人と同じだ」となじられ落ち込む父を支えたいと思うようになり、跡を継ぐ決意をする。
あやか
福島県立若葉高校3年生。芙美の親友。BL好きのほか、デジタル、軍事、昭和などいくつもの○○オタクの称号を持つ。震災後からボランティア活動をしていた。家は旅館で廃業寸前だったが、損害賠償訴訟の申し立てで客が少なくなったのは風評被害だけが原因だけではないのではと指摘され、旅館を畳もうと言う母と、それに反対する父との喧嘩が絶えなくなる。
萌（もえ）
福島県立若葉高校3年生。芙美の親友。父親は代々続く地元の県議会議員。趣味はピアノと生け花。バンドではドラムを担当しており、高校に入ったら自分らしくないことをしてみたかったとしてバンドを始めた。東京へ転校するが、しばらくして福島へ戻る。交際相手から、健康被害が出るかもしれない相手との結婚は考えられないと言われ、傷つき自殺を図る。福島に居続ける気持ちをくじかれ、両親と共に北海道へ移住する。
なつ子（なつこ）
福島県立若葉高校教師。芙美たちから「なっちゃん先生」と呼ばれ慕われている。東京の男性と婚約する。彼は福島移住を決め、復興に携わるNPO法人で働き始める。
玉木（たまき）
芙美の予備校の同級生。家は玉木建設（玉木組）で、人手不足から自身も瓦礫撤去に駆り出されている。
藤田 淳（ふじた あつし）
萌の交際相手だった大学生。父親は原発推進派の有名コメンテーターで、テレビでは福島の安全を訴えている。
銀次（ぎんじ）
まゆの彼氏。娘が跡を継ぐことを反対する父親に、まゆの話を聞くよう諌める。

## 書誌情報
- ももち麗子 『デイジー 〜3.11 女子高生たちの選択〜』 講談社〈KCデザート〉 全2巻[3]
  1. 2013年3月13日発売、ISBN 978-4-06-365727-2
  2. 2013年8月12日発売、ISBN 978-4-06-365742-5